# Видлица (Олонецкий район)
Ви́длица (карел. Videl, фин. Vitele) — село в Олонецком национальном районе Республики Карелия, административный центр Видлицкого сельского поселения.

## Топоним
Предположительно, село получило своё название от слова «viide» ливвиковского диалекта карельского языка, что означает «низи́на».

## География
Село расположено на берегу реки Видлица у впадения в неё реки Новзема, в 40 км к северо-западу от Олонца.
К селу примыкает посёлок Устье Видлицы.
Через село проходят (по ул. Набережная и ул. Десанта) участки региональных автодороги «86К-8 Олонец — Питкяранта — Леппясилта» и «86К-1 Видлица — Кинелахта — Ведлозеро».

### Уличная сеть
Годонимы (названия улиц) отражают географические реалии, имеют мемориальный характер.
- ул. Десанта (в память об участниках Видлицкого десанта➤)
- ул. Каппинская
- ул. Набережная (по берегу р. Видлица)
- ул. Новая
- ул. Речная
- ул. Розенштейна (в честь М. Е. Розенштейна➤)
- ул. Советская
- ул. Сосновая
- ул. Школьная
- ул. Лесная

## История
Историческим предшественником села был Видлицкий погост, известный с XVII века как пограничный оборонительный рубеж от нападения шведов.
В Российской империи Видлица входила в состав Олонецкой губернии (Олонецкая Карелия). Границы Олонецкой Карелии проходили по северо-западной линии от села Салми до озера и одноимённого села Тулмозеро, по северо-восточной линии через Ведлозеро до Коткозера, по юго-западной линии через Олонец и Рыпушкалицы, по юго-западной линии вдоль Ладожского озера до Салми. На этой территории была создана Видлицкая волость, в которую входили крупные сёла: Видлица, Тулокса, Большие Горы, Погранкондуши, Кукшегоры, Тигвера, Кинелахта, Путилица.
В 1896—1897 годах Общество «Путиловских заводов» построило в Видлице, по проекту инженера В. Н. Липина, крупный Видлицкий чугуноплавильный завод. Горная руда доставлялась с Валимякского рудника, расположенного вблизи Сортавалы. Численность постоянных работников завода составляла 400 человек, годовой объём производства чугуна составлял более 6,5 тыс. тонн. В 1909 году предприятие было закрыто ввиду убыточности, постройки завода не сохранились.
22 апреля 1919 года, в ходе советско-финской войны, село было оккупировано «Олонецкой добровольческой армией». Оборону села возглавил рабочий-коммунист Розенштейн (его именем названа Улица Розенштейна в Санкт-Петербурге). Видлица была освобождена в результате Видлицкой операции РККА 27 июня 1919 года.
В 1927 году был образован Видлицкий район в составе Автономной Карельской ССР в результате объединения Видлицкой, Тулмозерской и Ведлозерской волостей. Территория района составила 2779 км²., на территории Видлицкого района в 1927 году проживало 11 715 человек, при этом 11 373 (то есть 97,1 %) составляли карелы. В составе района было 189 поселений, крупнейшими из которых были Видлица (около 200 домов), Тулокса (90 домов), Большие Горы, Тулмозеро и Ведлозеро. В пограничном селе Погранкондуши находился пункт пограничного и таможенного контроля (советско-финская государственная граница до 1940 года).
В 1930 годах Видлицкий район был разделён, большая его часть вошла в состав новообразованного Олонецкого района в составе Автономной Карельской ССР (позже Карело-Финской ССР, с 1956 года — Карельской АССР). Северные части бывшего Видлицкого района (Тулмозеро и Ведлозеро) вошли в состав также новообразованного Пряжинского района, а Погранкондуши в состав Питкярантского района.
В 1941—1944 годах Видлица находилась в эпицентре Советско-финской войны (1941—1944). В течение этих лет Видлица находилась под финской оккупацией. В Видлице располагался концентрационный лагерь. Освобождена советскими войсками в июне 1944 года в ходе Тулоксинской десантной операции.
В результате сокращения населения в 1957 году деревни Большой Лисий Берег, Дьячкова Гора (Погост), Княщина, Малый Лисий Берег, Пинкойла, Пирдойла, Тюккула, Чимоева Гора и посёлок Видлицкой МТС были объединены под общим названием Видлица.
- Сталелитейный завод, 1899 год
- Вид на деревню в 1941 г.
- Памятный знак на месте битвы с белофиннами в 1919 году
- Концлагерь в Видлице (1941 г.)

## Население
| 2002 | 2009  | 2010  | 2013  |
| ---- | ----- | ----- | ----- |
| 1928 | ↗1929 | ↘1733 | ↘1632 |

## Известные уроженцы, жители
- Гудков, Леонид Сергеевич (1898—1978) — советский военачальник, генерал-майор артиллерии.
- Микшиев, Пётр Григорьевич — заслуженный артист РСФСР, народный артист Российской Федерации.
- Степанов, Виктор Николаевич — руководитель Республики Карелия (1989—1998).
- Степанов, Владимир Николаевич — Заслуженный работник народного хозяйства Республики Карелия.

## Инфраструктура
Личное подсобное хозяйство с зоной сельскохозяйственного использования, индивидуальная застройка усадебного типа.
Село является привлекательным местом для туристов.

### Производственная инфраструктура
Основу экономики села составляет животноводство, овощеводство и рыбоводство. В Видлице расположены мясокомбинат, лесничество. В 2019 году открыт лесной питомник для выращивания сеянцев сосны и ели.

### Социальная инфраструктура
В Видлице расположены амбулатория, средняя школа, детский сад, аптека, почта, гостиница, дом-интернат для престарелых и инвалидов, пожарная часть № 37 по охране села Видлица.
Видлицкая сельская библиотека была открыта 1 декабря 1907 года как Видлицкая общественная библиотека.

### Инженерная инфраструктура
Село электрифицировано. Проблемы с водоснабжением по состоянию на 2025 год. Газификация начаалсь в 2024 году.
Работает мобильная связь.

### Рыночная инфраструктура
В селе представлены такие крупные сети, как «Магнит». Есть пункт выдачи интернет-магазина «Ozon» и «Wildberries».  

## Достопримечательности, памятные места
В селе находятся памятники истории и культуры:
- Братская могила советских воинов и партизан, погибших в годы Гражданской войны
- Братская могила, в которой захоронены 1350 воинов 7-й армии Карельского фронта, погибших в годы Великой Отечественной войны 1941—1945 годов. В 1974 году на могиле был установлен памятник — стела из чёрного габбро-диабаза[12].
- Могила Екатерины Григорьевны Гавриловой (1889—1968) — известной исполнительницы карельского обрядного фольклора
- Памятное место, где в апреле 1919 года отряд местных коммунистов и советского актива под командованием М. Е. Розенштейна вёл оборонительные бои против белофинских интервентов
- Памятник героям-участникам Видлицкого десанта 1919 года — морякам Онежской военной флотилии и красноармейцам, статуя воина-матроса (открыт 7 ноября 1961 года, скульптор Л. Калинин)[13].

В Видлице сохранились строения карельского деревянного зодчества.
В 2007 году, на средства уроженца села санкт-петербургского предпринимателя В. Е. Евдокимова, построен каменный православный храм Георгия Победоносца. Действует лютеранский приход.

## Транспорт

### Автомобильное сообщение
Автомобильная трасса А130 Олонец — Питкяранта проходит через центр села. Расстояние до Олонца (райцентр) — 45 км, до Петрозаводска — 195 км, до Санкт-Петербурга — 310 км. Через Видлицу ходят междугородние автобусы: «С-Петербург — Питкяранта» и «Петрозаводск — Олонец — Питкяранта — Сортавала».

### Железнодорожное сообщение
В селе расположена железнодорожная станция Видлица на линии «Лодейное Поле — Янисъярви» (единственная ж.-д. линия в России, на которой до сих пор действует семафорно-жезловая система).
- Галерея
- На въезде в Видлицу (улица Десанта)
- Пешеходный мост через речку
- Братская могила  Объект культурного наследия № 1000499000№ 1000499000